# Орден «Гейдар Алієв»
О́рден «Гейда́р Алі́єв» (азерб. «Heydər Əliyev» ordeni) — вища державна нагорода Республіки Азербайджан. Заснований Законом Республіки Азербайджан № 896-IIQ від 22 квітня 2005 року.

## Положення про нагороду
|  | 1. Орденом «Гейдар Алієв» нагороджуються громадяни Республіки Азербайджан у таких випадках: 1.1 За виняткові заслуги, що сприяють поступу, величі та славі Азербайджану; 1.2 За мужність і хоробрість, виявлені у захисті Батьківщини, захисті державних інтересів Азербайджану. 2. Орденом «Гейдар Алієв» нагороджує Президент Республіки Азербайджан відповідно до його положення. 3. Орден «Гейдар Алієв» вручається іноземцям у таких випадках: 3.1 За видатні заслуги перед Республікою Азербайджан; 3.2 За особливі заслуги у реалізації ідеї азербайджанства, у зміцненні солідарності азербайджанців у всьому світі; 3.3 За особливі заслуги у становленні та розвитку політичних, економічних, наукових та культурних зв'язків між Республікою Азербайджан та іншими державами. 4. Зірка та ланцюг ордена «Гейдар Алієв» з мечами вручається в порядку, встановленому пунктом 32 статті 109 Конституції Республіки Азербайджан. 5. Зірку ордена «Гейдар Алієв» носять з лівого боку грудей, перед іншими орденами та медалями Республіки Азербайджан. |

## Знаки ордена
Орден «Гейдар Алієв» має зірку ордена, ланцюг та знак.
Зірка та ланцюг ордена «Гейдар Алієв» є з мечами та без них.
Зірка ордена, яку призначено носити на грудях, восьмикутна й виготовлена зі срібла. Промені зірки виконані у вигляді квіткових пелюсток. Відстань між протилежними кінцями зірки — 82 мм.
Посередині зірки розміщено круглий медальйон з хвилеподібною окружністю. У зірки з мечами медальйон покладено на два схрещених мечі, які проходять через чотири кути зірки. Мечі виготовлені зі срібла і покрити золотом. Кожен меч є 82 мм завдовжки і 4 мм завширшки. В рукоять кожного меча вставлений діамант.
| Знак ордена | Зірка ордена (з мечами) | Стрічка ордена |
| ----------- | ----------------------- | -------------- |
|             |                         |                |

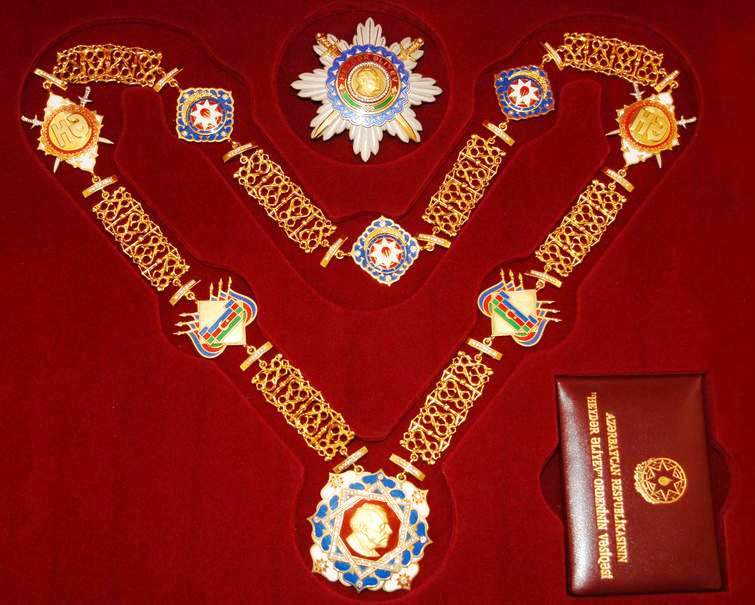
Комплект нагороди (з мечами) до 2014 року
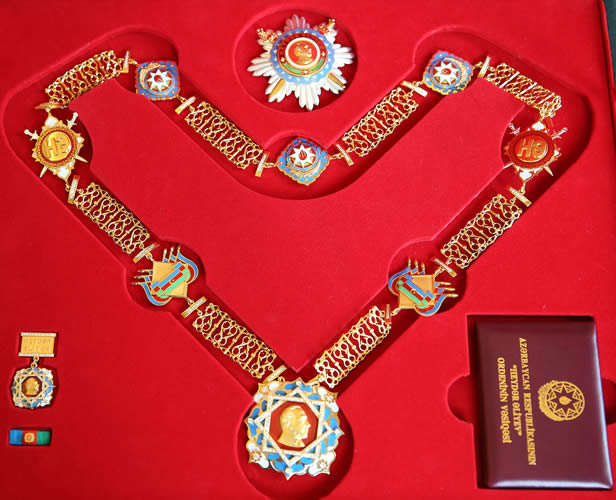
Комплект нагороди (з мечами) 3 2014 року

## Нагородження
1. Азербайджан : Ільхам Алієв — (Президент Азербайджану) — 28 квітня 2005 року[3] — відповідно до його статусу.
2. Туреччина : Іхсан Дограмаджи — (лікар-педіатр, громадський діяч) — 29 квітня 2005 року[4] — за особливі заслуги в налагодженні та розвитку наукових і культурних зв'язків між Турецькою Республікою та Азербайджанською Республікою.
3. Франція : Жак Ширак — (Президент Франції) — 29 січня 2007 року[5] — за особливі заслуги у розвитку дружніх відносин та співробітництва між Францією та Азербайджанською Республікою.
4. Росія : Мстислав Ростропович — (віолончеліст та диригент) — 27 березня 2007 року[6] — за великий внесок у розвиток міжнародних культурних зв'язків та музичного мистецтва Азербайджану.
5. Україна : Віктор Ющенко — (Президент України) — 21 травня 2008 року[7] — за особливі заслуги у розвитку дружніх відносин та співробітництва між Україною та Азербайджанською Республікою.
6. Азербайджан : Тахір Салахов — (живописець та малювач, народний художник Азербайджану) — 27 листопада 2008 року[8] — за виняткові заслуги у розвитку культури Азербайджану.
7. Кувейт : Шейх Сабах аль-Ахмед аль-Джабер ас-Сабах — (Емір Кувейту) — 9 лютого 2009 року[9] — за особливі заслуги у розвитку дружніх відносин та співробітництва між Державою Кувейт та Азербайджанською Республікою.
8. Польща : Лех Качинський — (Президент Польщі) — 30 червня 2009 року[10] — за особливі заслуги у розвитку дружніх відносин та співробітництва між Республікою Польща та Азербайджанською Республікою.
9. Латвія : Валдіс Затлерс — (Президенти Латвії) — 10 серпня 2009 року[11] — за особливі заслуги у розвитку дружніх відносин та співробітництва між Латвійською Республікою та Азербайджанською Республікою.
10. Румунія : Траян Бесеску — (Президент Румунії) — 18 квітня 2011 року[12] — за особливі заслуги у розвитку дружніх відносин та співробітництва між Румунією та Азербайджанською Республікою.
11. Болгарія : Георгій Пирванов — (Президент Болгарії) — 14 листопада 2011 року[13] — за особливі заслуги у розвитку дружніх відносин та співробітництва між Республікою Болгарія та Азербайджанською Республікою.
12. Таджикистан : Емомалі Рахмон — (Президент Таджикистану) — 11 липня 2012 року[14] — за особливі заслуги у розвитку дружніх відносин та співробітництва між Республікою Таджикистан та Азербайджанською Республікою.
13. Азербайджан : Аріф Маліков — (композитор, народний артист Азербайджану) — 13 вересня 2013 року[15] — за виняткові заслуги у розвитку культури Азербайджану.
14. Туреччина : Абдулла Ґюль — (Президент Туреччини) — 11 листопада 2013 року[16] — за особливі заслуги у розвитку дружніх відносин та співробітництва між Турецькою Республікою та Азербайджанською Республікою.
15. Україна : Віктор Янукович — (Президент України) — 17 листопада 2013 року[17] — за особливі заслуги у розвитку дружніх відносин та співробітництва між Україною та Азербайджанською Республікою.
16. Туреччина : Реджеп Тайїп Ердоган — (Президент Туреччини) — 2 вересня 2014 року[18] — за особливі заслуги у розвитку дружніх відносин та співробітництва між Турецькою Республікою та Азербайджанською Республікою.
17. Азербайджан : Мехрібан Алієва — (голова організаційного комітету перших європейських ігор «Баку 2015») — 29 червня 2015 року[19] — за плідну діяльність у розвитку культури, освіти, охорони здоров'я та спорту в Азербайджанській Республіці, широке просування культурної спадщини азербайджанського народу на міжнародному рівні та великі заслуги у організації I Європейських ігор.
18. Білорусь : Олександр Лукашенко — (Президент Білорусі) — 28 листопада 2016 року[20] — за особливі заслуги у розвитку дружніх відносин та співробітництва між Республікою Білорусь та Азербайджанською Республікою.
19. Азербайджан : Зейнаб Ханларова — (співачка, народна артистка Азербайджану) — 26 грудня 2016 року[21] — за особливі заслуги у розвитку культури Азербайджану.
20. Казахстан : Нурсултан Назарбаєв — (Президент Казахстану) — 3 квітня 2017 року[22] — за особливі заслуги у розвитку дружніх відносин та співробітництва між Республікою Казахстан та Азербайджанською Республікою.
21. Азербайджан : Омар Ельдаров — (скульптор, народний художник Азербайджану) — 19 грудня 2017 року[23] — за особливі заслуги у розвитку культури Азербайджану.
22. Італія : Серджо Матарелла — (Президент Італії) — 18 липня 2018 року[24] — за особливі заслуги у розвитку дружніх відносин та співробітництва між Азербайджанською Республікою та Італійською Республікою.
23. Азербайджан : Аллашюкюр Пашазаде — (шейх уль-іслам і председатель Управління мусульман Кавказа) — 26 серпня 2019 року[25] — за особливі заслуги у формуванні державно-релігійних відносин, встановленні національної солідарності та моральних цінностей в Азербайджанській Республіці.
24. Азербайджан : Раміз Мехдієв — (президент Національної академії наук Азербайджану) — 23 жовтня 2019 року[26] — за ефективні та довготермінові особливі заслуги в галузі державного управління та розвитку науки в Азербайджанській Республіці.
25. Азербайджан : Хошбахт Юсіфзаде — (інженер-геолог, заслужений інженер Азербайджану, перший віце-президент Державної нафтової компанії Азербайджанської Республіки) — 13 січня 2020 року[27] — за великі заслуги та багаторічну плідну діяльність у розвитку нафтової галузі Азербайджану.
26. Азербайджан : Полад Бюльбюльогли — (співак і композитор, народний артист Азербайджану, дипломат, політичний і громадський діяч.) — 3 лютого 2020 року[28] — за великі заслуги у розвитку азербайджанської культури та багаторічну плідну суспільно-політичну діяльність.